# Leccionario 51
El Leccionario 51, designado por la sigla ℓ 51 (en la numeración Gregory-Aland), es un manuscrito griego del Nuevo Testamento. Paleográficamente ha sido asignado al siglo XIV.

## Descripción
El códice contiene enseñanzas del Evangelio, en 44 hojas de pergamino (21,5 cm por 16,5 cm). El texto está escrito en letra minúscula, en dos columnas por página, 19 líneas por página.

## Historia
El manuscrito fue examinado por Christian Frederick Matthaei. En la actualidad el códice se encuentra en el Museo Estatal de Historia, en Moscú, Rusia. El manuscrito se cita en las ediciones del Nuevo Testamento griego (UBS3).